# Woodson (Arkansas)
Woodson és una concentració de població designada pel cens dels Estats Units a l'estat d'Arkansas. Segons el cens del 2000 tenia 445 habitants.

## Demografia
Segons el cens del 2000, Woodson tenia 445 habitants, 177 habitatges, i 113 famílies. La densitat de població era de 37,7 habitants/km².
Dels 177 habitatges en un 27,7% hi vivien nens de menys de 18 anys, en un 42,4% hi vivien parelles casades, en un 19,8% dones solteres, i en un 35,6% no eren unitats familiars. En el 33,3% dels habitatges hi vivien persones soles el 10,7% de les quals corresponia a persones de 65 anys o més que vivien soles. El nombre mitjà de persones vivint en cada habitatge era de 2,51 i el nombre mitjà de persones que vivien en cada família era de 3,26.
Per edats la població es repartia de la següent manera: un 23,8% tenia menys de 18 anys, un 7,4% entre 18 i 24, un 25,2% entre 25 i 44, un 29,2% de 45 a 60 i un 14,4% 65 anys o més.
L'edat mediana era de 41 anys. Per cada 100 dones de 18 o més anys hi havia 90,4 homes.
La renda mediana per habitatge era de 28.750 $ i la renda mediana per família de 35.781 $. Els homes tenien una renda mediana de 22.143 $ mentre que les dones 30.893 $. La renda per capita de la població era de 12.854 $. Entorn del 13,5% de les famílies i el 15,4% de la població estaven per davall del llindar de pobresa.

## Poblacions més properes
El següent diagrama mostra les poblacions més properes.